# Sebastian Bieniek
Sebastian Bieniek   (Czarnowąsy, 24 d'abril de 1975 - Berlín, 9 de febrer de 2022) va ser un director de cinema, artista, fotògraf i autor alemany.
Va passar la seva infància a Polònia però, abans dels tretze anys, el i la seva família emigraren a Alemanya. El seu interès per l'art, i la pintura en concret, va començar molt aviat i va participar en nombroses exposicions a l'edat de vint anys. Es va graduar a Braunschweig College of Art, amb una especialització en fotografia, i després va fer un màster d'arts en la Berlin University of the Arts. Els seus primers vídeos van ser fets a la Universitat d'Art de Berlín. Va treballar a l'estranger i va rebre una beca de treball de l'obra franco-alemanya per a joves a Rennes, on va acabar moltes de les seves obres. Començà els seus estudis a l'Acadèmia de Cinema i Televisió d'Alemanya el 2002. El 2011 va escriure el llibre "REALFAKE".

## Publicacions
- 2011: REALFAKE. Berlin, ISBN 978-3-942835-35-0

## Filmografia
- 2002: Zero (Zero)
- 2004: Sand (Sorra)
- 2005: Sugar (Sucre)
- 2007: The Gamblers
- 2008: Silvester Home Run